# Heinkel He 111
Heinkel He 111 foi um bombardeiro médio desenvolvido pela Alemanha Nazi. Seu primeiro voo ocorreu em fevereiro de 1935. Foi empregado na Guerra Civil Espanhola e na Segunda Guerra Mundial. Foi inicialmente projetado como um transportador de pessoas e correio aéreo ligeiro, sua velocidade na época foi a maior do mundo, mas como acontecia com vários aviões alemães, eles foram projetados para uso civil, porém seus projetistas eram instruídos a deixá-los fáceis para alterações que permitissem o uso militar.

## História
Teve grande sucesso na Polônia, onde bombardeou Varsóvia por várias vezes, e como quase não havia oposição aérea, e, quando havia alguma, eram só dos obsoletos PZL P.11, que não conseguia sequer interceptá-lo, pois o He 111 era cerca de 40 km/H mais rápido, podendo alcançar até 430 km/h. Mas sofreu grandes perdas diante dos caças aliados durante a Batalha da Inglaterra, por causa de sua baixa velocidade em relação aos Hawker Hurricane, o qual era o avião instruído a abater bombardeiros, uma vez que eles eram mais lentos que os Supermarine Spitfire, mas que possuíam mesma quantidade de armamento, e seu armamento defensivo deficiente, que era de apenas 3 MG 17 posicionadas na frente, na parte dorsal e na parte ventral, também não voavam com escolta de caça, uma vez que os Bf 109 só tinham 20 minutos de autonomia sobre a Inglaterra, uma quantidade muito curta de tempo, e os Bf 110 desempenharam um papel horrível na função de escolta, uma vez que, já que eram caças bimotores, não possuíam manobrabilidade suficiente. Porém, era mais veloz que o Do 17 e possuía notável resistência a danos.
Foi então relegado a funções secundárias, tais como torpedeiro, reboque de planadores, transporte e lançador de bombas voadoras, sendo produzido até o fim do conflito em diferentes versões (B,C,D,E,F,G,H,P,Z).
A versão Z ("Zwilling" ), rebocava o gigantesco planador de transporte Messerschmitt Me 321.
|  |

## Galeria

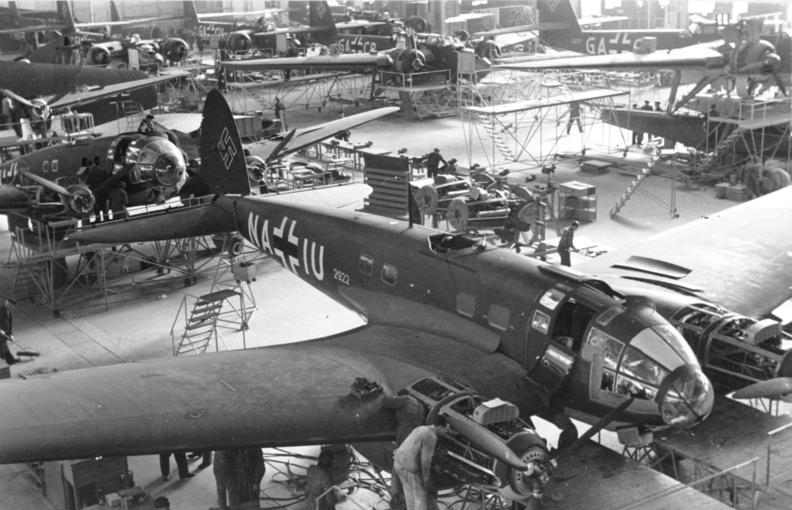
Linha de produção (1939-40).
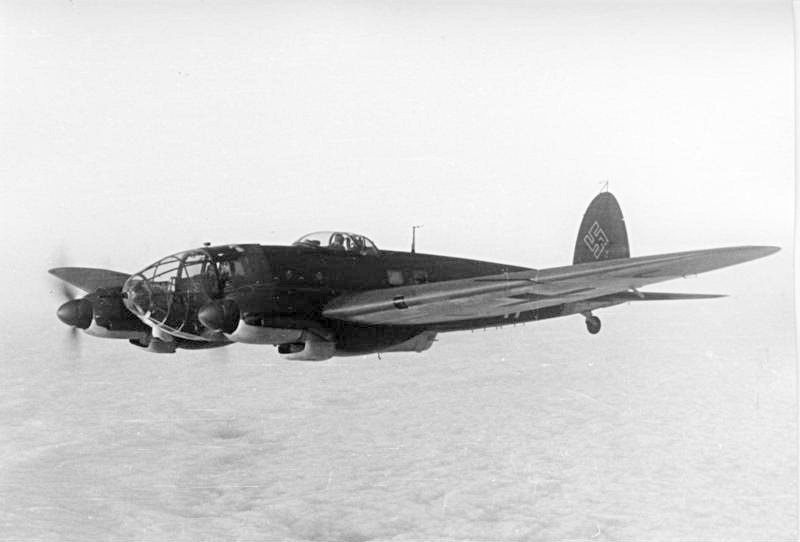
Em voo.
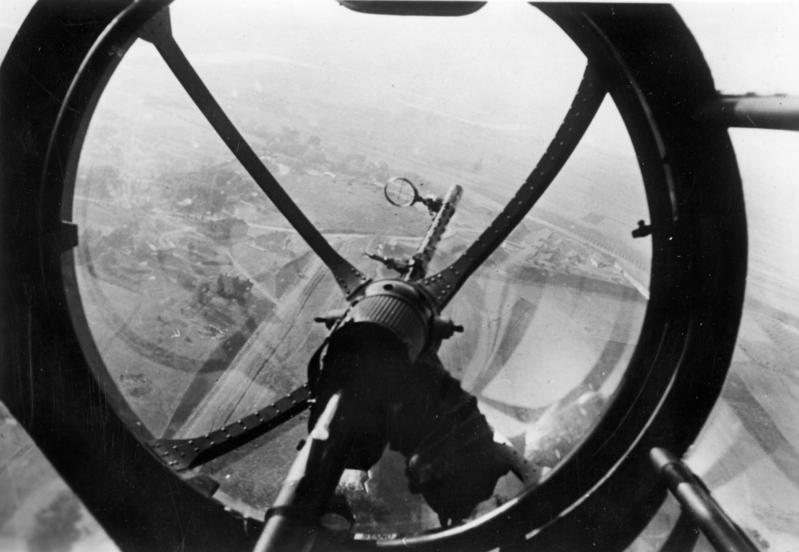
Sobrevoando Brest-Litovsk em setembro de 1939.
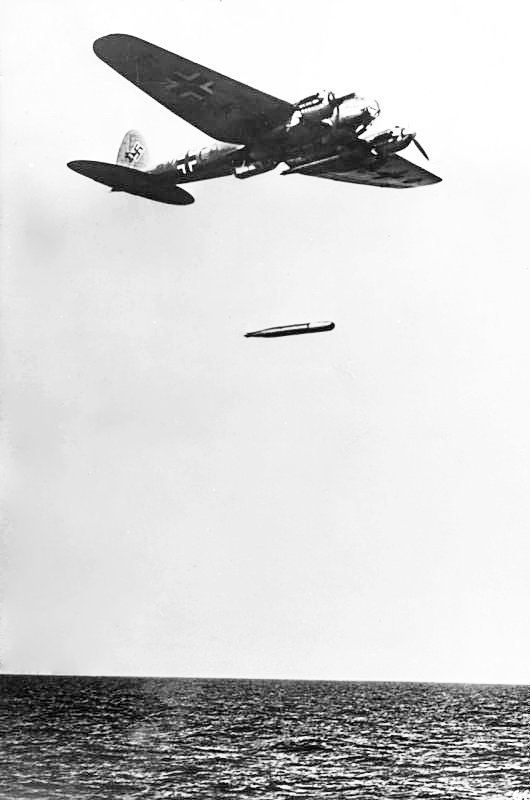
Lançando um torpedo.
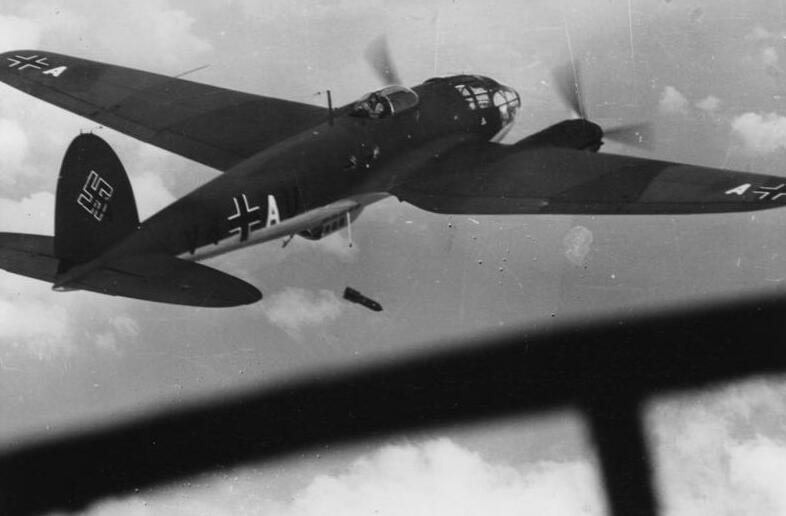
Em ação nos céus da Polônia em setembro de 1939.
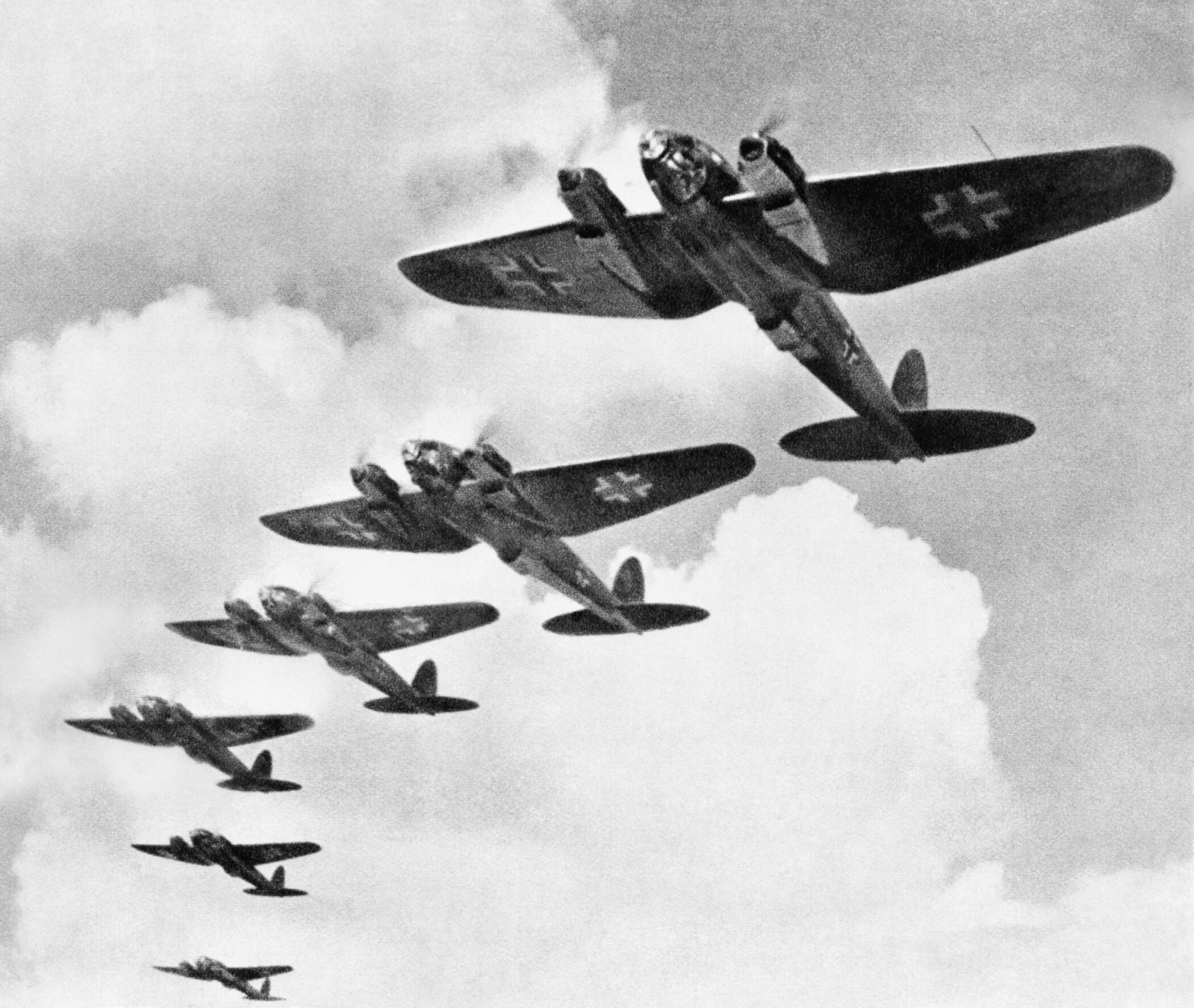
Em formação durante a Batalha da Inglaterra.
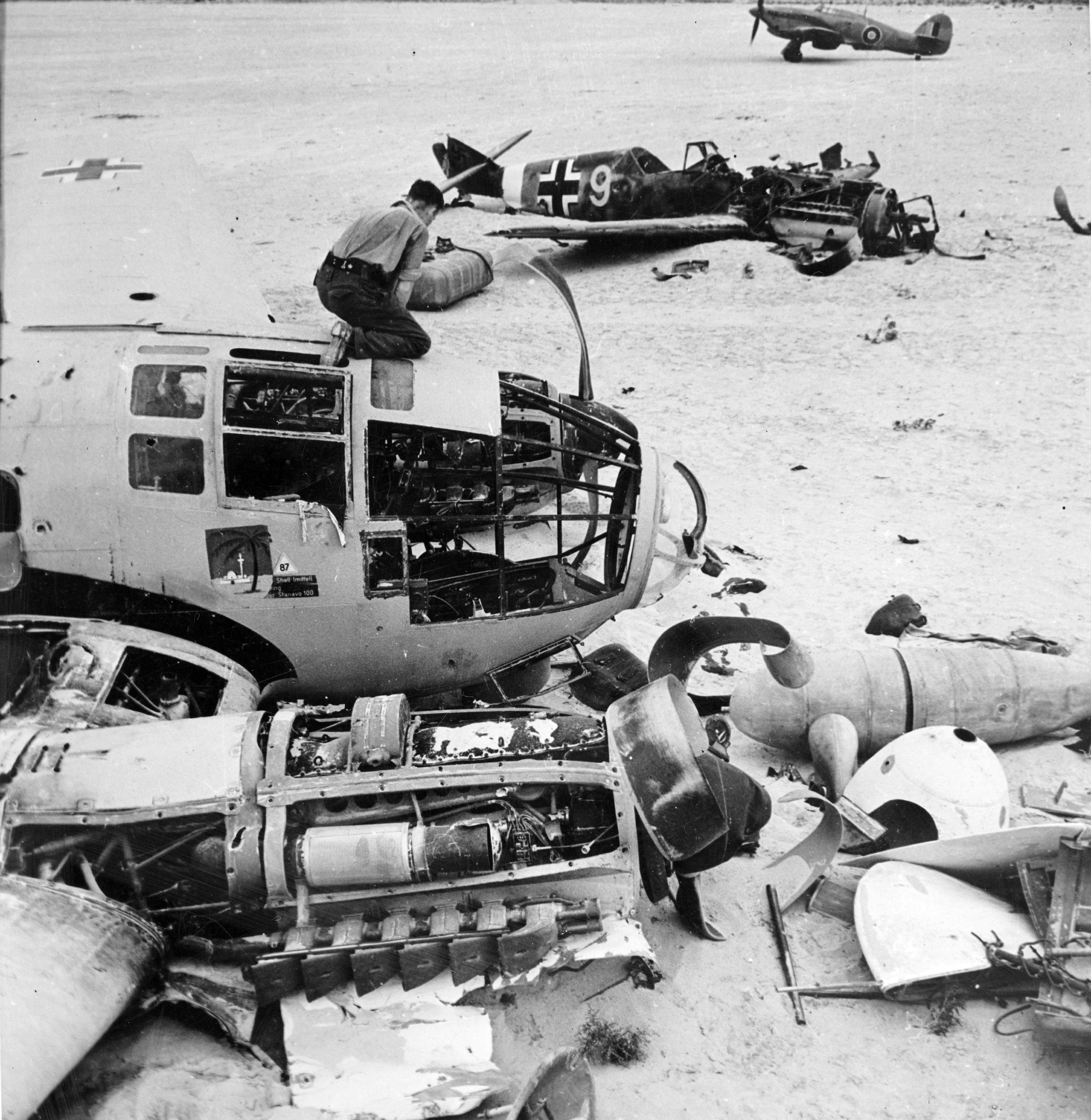
Heinkel He 111 abatido no Egito provavelmente em 1942.
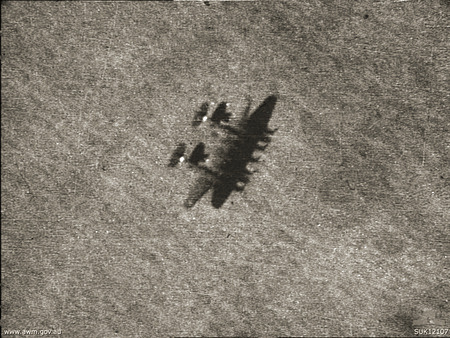
Fotografia aérea de um Heinkel He 111Z (Ratisbona, Alemanha, 1944). Na sombra é possível ver claramente seus cinco motores.
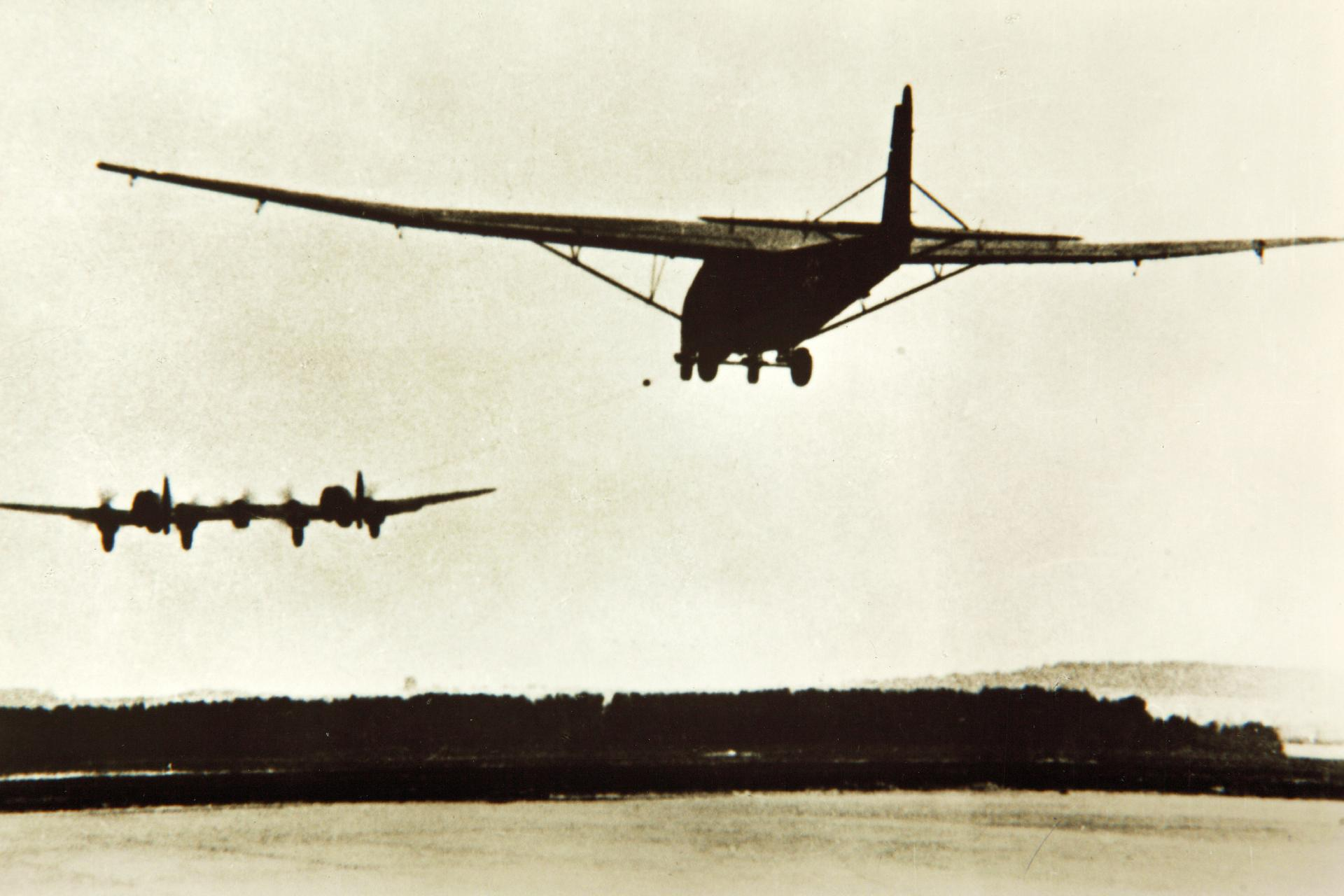
Um Heinkel He 111Z rebocando um planador Messerschmitt Me 321.
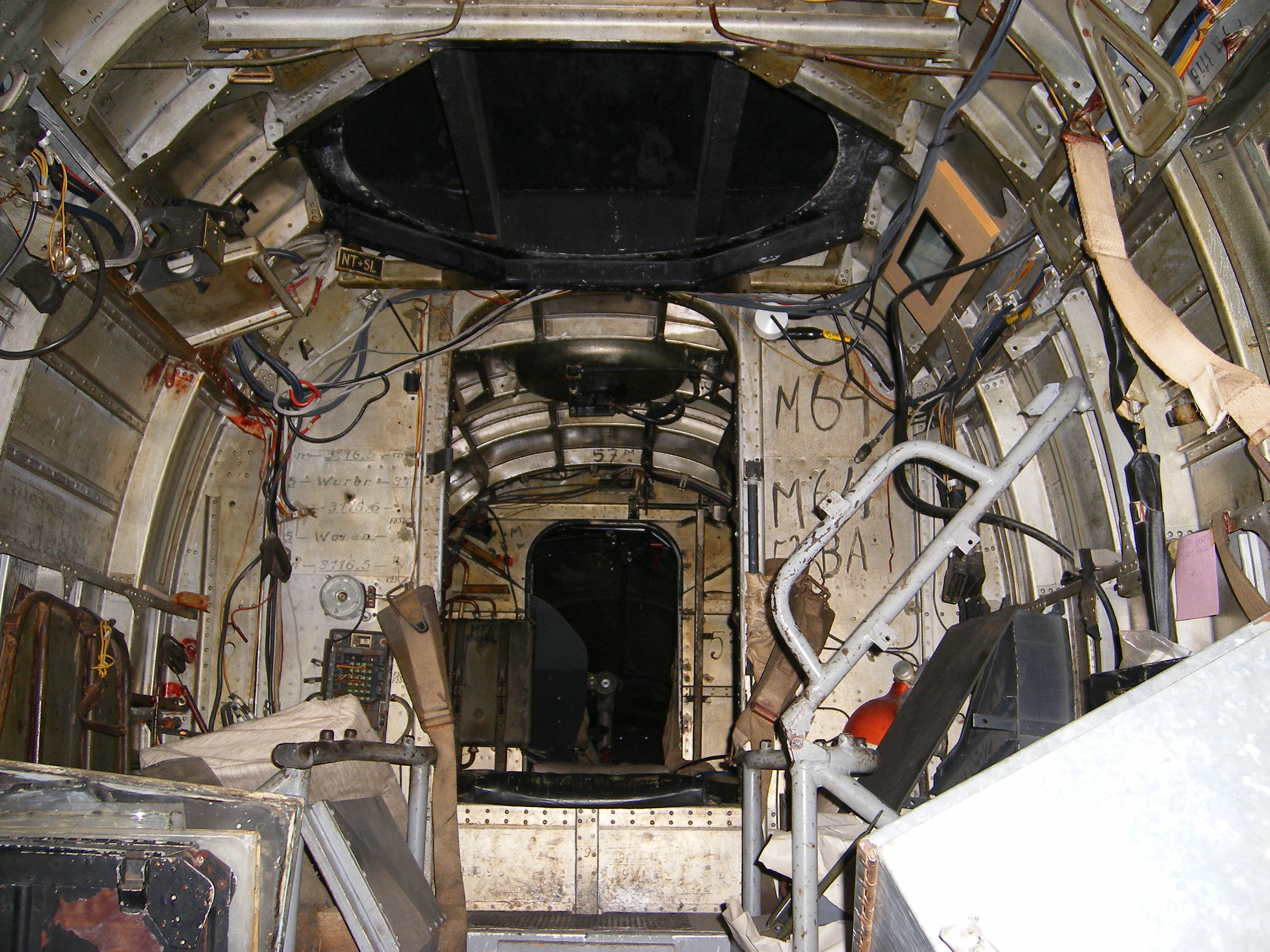
Interior de um He 111.
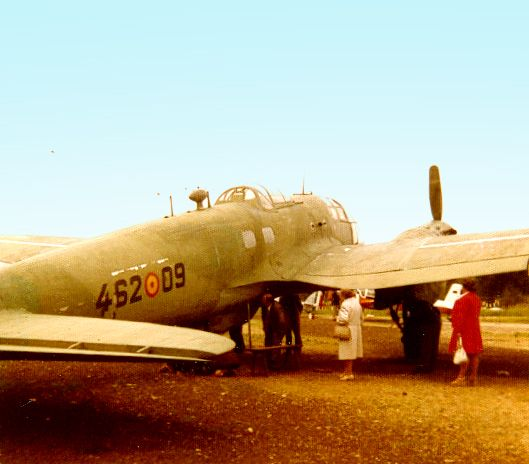
Último He 111 em serviço na Força Aérea Espanhola com sua pintura original em uma exposição no aeroporto Konrad Adenauer (Alemanha, 1975).
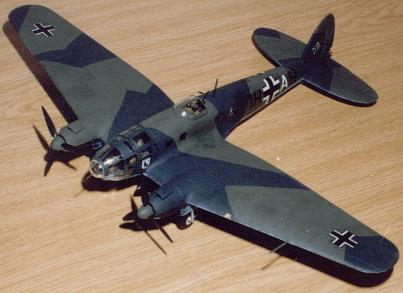
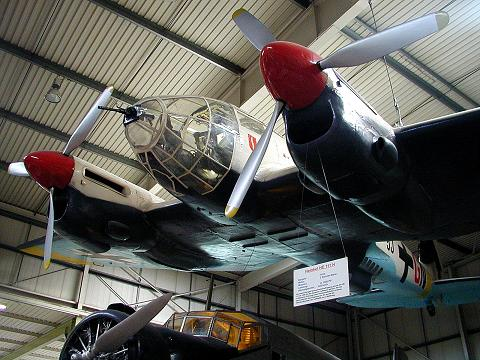
Em exposição no Technik Museum da cidade de Sinsheim (Alemanha).

## Especificações

### He 111 H-6
Dados de: Nowarra, Heinz J. Heinkel He 111: A Documentary History
Características gerais

- Tripulação: 5 (piloto, navegador/bombardeiro/atirador do nariz, atirador ventral, atirador dorsal/operador de rádio e atirador lateral)
- Comprimento: 16,4 m (53,8 ft)
- Envergadura: 22,60 m (74,1 ft)
- Altura: 4 m (13,1 ft)
- Área alar: 87,60 m² (943 ft²)
- Peso vazio: 8 680 kg (19 100 lb)
- Peso carregado: 12 030 kg (26 500 lb)
- Peso máximo de decolagem: 14 000 kg (30 900 lb)
- Motorização: 2 x motores a pistão de 12 cilindros em V invertidos Jumo 211F-1 ou Jumo 211F-2 refrigerados a líquido.
- Potência por motor: 1 300 hp (969 kW) no F-1 ou 1 340 hp (999 kW) no F-2

Performance
- Velocidade máxima: 440 km/h (238 kn)
- Alcance: 2 300 km (1 430 mi) com combustível máximo
- Teto de serviço: 6 500 m (21 300 ft)
- Razão de subida: 5 185 m (17 000 ft) em 20 minutos
- Carga alar: 137 kg/m²

Armamento
- Metralhadoras/Canhões: Mais de 7 x metralhadoras MG 15 ou MG 81 de 7,92 mm (0,312 in)
1 x canhão MG FF de 20 mm (0,787 in)
1 x metralhadora MG 131 de 13 mm (0,512 in)
- Bombas: 2 000 kg (4 410 lb) na baia interna principal de bombas
Mais de 3 600 kg (7 940 lb) de bombas externas em racks mediante o bloqueio da baia interna.

### He 111 C-0
Dados de: Regnat, Karl-Heinz. Black Cross Volume 4: Heinkel He 111
Características gerais
- Tripulação: 2
- Comprimento: 17,5 m (57,4 ft)
- Envergadura: 22,60 m (74,1 ft)
- Altura: 4,10 m (13,5 ft)
- Área alar: 87,60 m² (943 ft²)
- Peso vazio: 5 400 kg (11 900 lb)
- Peso carregado: 9 610 kg (21 200 lb)
- Motorização: 2 x motores a pistão de 12 cilindros em V invertidos BMW VI refrigerados a líquido
- Potência por motor: 660 hp (492 kW)

Performance
- Velocidade máxima: 330 km/h (178 kn)
- Alcance: 2 400 km (1 490 mi)
- Teto de serviço: 4 800 m (15 700 ft)
- Carga alar: 109.7 kg/m²